# Asminderød-Grønholt Kommune
Asminderød-Grønholt Kommune, omfattende de daværende Asminderød og Grønholt sogne, blev oprettet i 1842 i henhold til anordning af 13. august 1841 om landkommunalvæsenet. Asminderød-Grønholt Kommune eksisterede indtil kommunalreformen 1970, hvor kommunen – ved tilføjelse af Nødebo Overdrev fra Nødebo Sogn – fortsatte som Fredensborg-Humlebæk Kommune.
Asminderød-Grønholt Kommune lå i Lynge-Kronborg Herred, Frederiksborg Amt.

## Infrastruktur
Asminderød-Grønholt kommune blev gennemskåret af både vigtigere hovedlandeveje og landeveje og efterhånden flere jernbaneforbindelser. I slutningen af 1800-tallet fandtes tillige om sommeren skibsforbindelser ved Øresund.

### Vejnet
De vigtigste vejforbindelser var Kongevejen mellem Helsingør og København, Kongevejen mellem Helsingør, Fredensborg og Hillerød (disse veje blev forgrenede ved Nyrup i Tikøb Kommune) samt Strandvejen langs Øresund. Andre biveje landeveje forbandt Fredensborg og kystområder samt Fredensborg med Tikøb.

### Baneforbindelser
Asminderød-Grønholt kommune blev efterhånden inddraget i det moderne banenet:
- i 1864 anlagdes Nordbanen (stationer i Fredensborg og senere trinbræt i Grønholt og Langerød),
- i 1897 anlagdes Kystbanen (station i Humlebæk).

## Befolkningsudviklingen i Asminderød-Grønholt Kommune
Ved oprettelsen fandtes der kun eet større bysamfund i kommunen, Fredensborg. Fredensborg fortsatte sin bymæssige udvikling, og efterhånden udviklede der sig en forstadsbebyggelse i Asminderød landsby, som helt blev opslugt af byudviklingen. I kommunens modsatte, østlige ende skete der efterhånden udvikling af et nyt bysamfund i tilknytning til Humlebæk station.

### Næringsfordeling
Ifølge folketællingen 1890 var næringsfordelingen i Asminderød sogn følgende: 310 levede af immateriel virksomhed, 1651 af jordbrug, 19 af gartneri, 326 af fiskeri, 898 af industri, 224 af handel, 3 af søfart, 377 af andre næringer, 263 af deres midler, og 412 var under fattigvæsenet. Foruden Landbruget var altså fiskeriet, der blev drevet fra fiskerlejerne Sletten og Humlebæk ved Øresundskysten, og industri en vigtig næringsveje, til dels på grund af teglværker. Det forholdsvis store antal handlende, folk i immateriel virksomhed og folk, der levede af egne midler må tilskrives Fredensborg, der lå som en flække i sognets vestlige del. I Grønholt sogn var næringsfordelingen følgende: 40 levede af immateriel virksomhed, 596 af jordbrug, 0 af gartneri, 6 af fiskeri, 209 af industri, 21 af handel, 0 af søfart, 84 af andre næringsveje, 25 af deres midler, og 14 var under fattigvæsenet. Grønholt sogn var således et udpræget landbrugsområde. Som helhed spillede således både landbrug, fiskeri og industri betydelige roller som næringsveje for befolkningen.
Ifølge folketællingen 1906 var næringsfordelingen i Asminderød sogn følgende: 226 levede af immateriel virksomhed, 1665 af landbrug, skovbrug og mejeri, 235 af fiskeri, 1.071 af håndværk og industri, 364 af handel, 267 af samfærdsel (jernbane, post- og telegrafvæsen, transport og søfart), 244 som kapitalister og aftægtsfolk, 180 var offentligt forsørgede og 92 levede af andre og uangivne næringer. I Grønholt sogn var næringsfordelingen følgende: 17 levede af immateriel virksomhed, 594 af landbrug, skovbrug og mejeri, 2 af fiskeri, 184 af håndværk og industri, 12 af handel, 25 af samfærdsel, 35 som kapitalister og aftægtsfolk, 20 var offentligt forsørgede, og 13 levede af andre og uangivne næringer. Landbrug og industri var således fortsat de vigtigste næringsveje, mens handelens betydning var tiltagende og fiskeriets betydning var aftagende.
Ifølge folketællingen 1930 var næringsfordelingen i Asminderød kommune følgende: 2.146 levede af landbrug med videre, 1.315 af håndværk og industri, 460 af handel, 382 af transport, 227 af immateriel virksomhed, 477 af husgerning, 890 var ude af erhverv, og 64 havde ikke angivet indtægtskilde. Industrien var ovevejende samlet i Fredensborg og forstaden Asminderød, handelen i selve Fredensborg
Ifølge folketællingen 1950 var næringsfordelingen i Asminderød-Grønholt kommune følgende: 1.842 levede af landbrug med videre, 2.368 af håndværk, industri og byggeri, 973 af handel, 486 af transport, 682 af immaterielle erhverv, 1.091 af formue, rente og lignende, mens 232 ikke havde angivet indkomstkilde. I landdistrikterne var landbrug fortsat fremherskende mens industri, handel, transport samt immaterielle erhverv alle overvejende var samlede i bymæssige områder.

## Byudviklingsplan
Den fremadskridende byudvikling i Nordøstsjælland og især ved Øresund gjorde en planlægning nødvendig, og i januar 1957 blev nedsat en såkaldt byudviklingsudvalg for Helsingør-egnen, der omfattede Helsingør købstadskommune, Tikøb Kommune og den del af Asminderød-Grønholt kommune, som lå øst for Kongevejen. Dette udvalg, der blandt andet bestod af en repræsentant for Asminderød-Grønholt Kommune, fandt, at Humlebækområdet var at betragte som en "forstad til det storkøbenhavnske bysamfund". Udvalget udpegede en række områder beliggende mellem Kystbanen og Kongevejen til fremtidig byudvikling foruden ledige områder mellem Kystbanen og kysten. Senere blev der udarbejdet en ny særskilt byudviklingsplan for Fredensborg-Asminderød byområde. Disse planer blev lagt til grund for den fortsatte byudvikling i de to byområder, ved kysten og ved Esrum Sø.